# Aswath Damodaran
Aswath Damodaran (Csennai, 1957. szeptember 23. –) a New York-i Egyetem Stern Üzleti Iskolájának professzora. Fő területe a vállalati pénzügy és a vállalatértékelés. Leginkább ezekben és a befektetés menedzsment témákban írt könyvei és gyakorlati írásai miatt ismert.
2011-ben a Business Week Damodaran-t a 12 legjobb amerikai üzleti tanár közé sorolta. A professzor egy MBA és PhD képzést végzett a Kaliforniai Egyetemen, Los Angelesben. 2013-ban Damodaran-t választották a Herbert Simon-díjasnak.

## Magyarul megjelent művei
- A befektetések értékelése. Módszerek és eljárások; ford. Juhász Ágnes et al.; Panem, Bp., 2006
- A vállalatértékelés kézikönyve. Útmutató részvénybefektetéshez, társaságok vásárlásához és eladásához; Alinea, Bp.,  2015